# Andrea Lazzari
Andrea Lazzari (* 3. Dezember 1984 in Bergamo) ist ein italienischer Fußballspieler.

## Karriere

### Vereine
Lazzari begann das Fußballspielen in der Talentschmiede von Atalanta Bergamo. Dort wurde er 2002 in den Profikader aufgenommen und spielte in vier Jahren 68 Partien (fünf Tore). Nach drei Leihgeschäften zum AC Cesena, zu Piacenza Calcio und der US Grosseto wechselte er 2008 zu Cagliari Calcio. Für die Sarden spielte er drei Jahre in der Serie A, bevor es ihn zum AC Florenz zog, der ihn 2012 für 3 Saisons an Udinese Calcio verlieh. Seit 2015 steht Lazzari beim Aufsteiger FC Carpi unter Vertrag.

### Nationalmannschaft
Von 2004 bis 2007 lief Lazzari neunmal für die U-21 Italiens auf.

## Erfolge
- Torschützenkönig der Coppa Italia: 2005
- Italienischer Serie-B-Meister: 2006